# Vincent Palermo
Vincent Palermo, detto Vinny Ocean, noto anche con lo pseudonimo di James Cabella (New York, 4 giugno 1944), è un mafioso e collaboratore di giustizia statunitense, noto per essere stato il boss di fatto della famiglia DeCavalcante, attiva nel North Jersey, prima di diventare collaboratore di giustizia nel 1999.

## Biografia
Vincent Palermo nacque a New York il 4 giugno 1944 e crebbe a Brooklyn, in una tradizionale famiglia italo-americana. Divenne imparentato per matrimonio con Nicholas Delmore, ex boss della famiglia mafiosa del New Jersey: sposò infatti la figlia di Simone DeCavalcante, altro noto capofamiglia mafioso del New Jersey e nipote di Delmore. Palermo aveva cinque sorelle, tra cui Claire e Nancy, e due fratelli. Suo padre, immigrato italiano arrivato a New York da adolescente, morì quando Vincent aveva sedici anni. Questo evento lo costrinse a lasciare la scuola per lavorare e sostenere la famiglia, poiché la madre era costretta a letto a causa dell’asma.
Durante l'adolescenza fu chierichetto e condusse una vita considerata armoniosa e familiare. In giovane età lavorò presso un'attività all'ingrosso di pesce al Fulton Fish Market, dove si guadagnò il soprannome di "Vinny Ocean".
Palermo era noto per la sua forte sensibilità verso i bambini. Si racconta che intervenne per fermare un uomo che stava picchiando il figlio e che salvò un neonato caduto accidentalmente in piscina. Era considerato un padre e un uomo di famiglia molto devoto: frequentava la chiesa del Sacro Cuore a Island Park (New York), accompagnava le figlie agli incontri delle Brownie (gruppo scout per bambine) e pare guardasse regolarmente il film Annie (1982) con una delle sue figlie. Accolse anche un adolescente problematico di nome Richard, del quale divenne padrino, ospitandolo ogni fine settimana per un anno affinché potesse prepararsi ai sacramenti cattolici: Battesimo, Comunione e Cresima.
Palermo divorziò una volta e successivamente si risposò. Negli anni ’80 si trovò a dover affrontare debiti con ospedali, medici locali e il governo federale. Le ipoteche e i pignoramenti legati alla sua proprietà erano intestati alla sua seconda moglie, Angela, anch'ella italo-americana, e ammontavano a 68.000 dollari. In quel periodo stava pagando un mutuo cospicuo per una villa sul lungomare a Island Park, dotata di un molo di oltre 30 metri. Possedeva due numeri di previdenza sociale e pagava gli alimenti alla prima moglie. Manteneva due famiglie: dalla seconda unione ebbe due figlie, Danielle e Tara, e un figlio, Vincent Palermo Jr.; dalla prima, altri due figli, Michael e Renee. Suo figlio Michael si laureò alla Fordham University, divenne broker finanziario abilitato a New York e lavorò come banchiere d’investimento presso Goldman Sachs, finché l'incriminazione del padre non lo spinse a sparire dalla scena pubblica insieme al fratellastro Vincent Jr.

### Rapporto con Sam DeCavalcante
All'inizio degli anni '60, Vincent Palermo conobbe e sposò la nipote del boss mafioso Sam DeCavalcante, capo della famiglia criminale DeCavalcante. DeCavalcante sviluppò rapidamente un affetto per il giovane marito della nipote e iniziò a invitarlo regolarmente al suo circolo sociale a Kenilworth, nel New Jersey.
In quel periodo, Palermo lavorava al mercato del pesce nelle prime ore del mattino e passava le domeniche pomeriggio in compagnia di alcuni membri della malavita organizzata. Fu proprio in quegli ambienti che iniziò a costruire legami con altre famiglie mafiose: avviò un redditizio giro di usura con un caporegime della famiglia Gambino e operazioni di scommesse clandestine con un altro. Mantenne anche rapporti stretti con la potente famiglia Genovese. Era noto per essere estremamente riservato: parlava poco, solo con una ristretta cerchia di fidati, e preferiva tenersi lontano dai circoli sociali gestiti dalla mafia, in controtendenza con molti suoi coetanei nel crimine organizzato. Fino al momento del suo arresto per racket, il suo unico precedente penale era una denuncia per un reato minore: il furto di gamberi al Fulton Fish Market.

### L'omicidio di Fred Weiss
L'11 settembre 1989, Vincent Palermo, insieme ad Anthony Capo e James "Jimmy" Gallo, assassinò Fred Weiss, residente di Staten Island, su ordine del boss della famiglia DeCavalcante, Giovanni "John the Eagle" Riggi, trasmesso tramite il caporegime Anthony Rotondo.
Fred Weiss era un ex giornalista dello Staten Island Advance e si era poi affermato come imprenditore immobiliare. Nel tempo, aveva stretto legami con esponenti sia della famiglia DeCavalcante che della famiglia Gambino. Insieme a due soci legati alla mafia, Weiss aveva acquistato un terreno abbandonato a Staten Island, utilizzandolo per smaltire illegalmente grandi quantità di rifiuti medici pericolosi. Quando le autorità locali scoprirono l'attività illecita e iniziarono un'indagine su Weiss, le due famiglie mafiose coinvolte cominciarono a temere che potesse collaborare con il governo in cambio di una pena ridotta.
Il boss dei Gambino, John Gotti, preoccupato che Weiss potesse diventare un informatore, chiese alla famiglia DeCavalcante di eliminarlo per tutelare i loro interessi. Palermo, Capo e Gallo si recarono quindi presso il condominio newyorkese della fidanzata di Weiss. Quando Weiss uscì dall’edificio e salì in auto, Palermo e Gallo lo freddarono sparandogli in pieno volto.

## Lo scandalo D'Amato
Dopo l'omicidio di Fred Weiss, Vincent Palermo fu promosso al rango di capo e ricevette il comando di una propria squadra di soldati all'interno della famiglia DeCavalcante. Nello stesso anno, il boss Giovanni "John the Eagle" Riggi fu incarcerato e nominò come suo sostituto alla guida della famiglia John "Johnny Boy" D'Amato.
Nel gennaio del 1992, Anthony Capo prese parte all'omicidio di D'Amato. Le origini del delitto risalivano all’anno precedente, quando la fidanzata di D'Amato - desiderosa di vendicarsi per un litigio - confidò ad Anthony Rotondo che D'Amato era bisessuale attivo. Raccontò nei dettagli episodi in cui il boss avrebbe partecipato a incontri sessuali di gruppo in club alcuni di Manhattan, con uomini e donne. Rotondo condivise la notizia con il sottocapo Giacomo Amari e il consigliere Stefano Vitabile.
Nel 2003, i capi Philip "Phil" Abramo, Giuseppe "Pino" Schifilliti e lo stesso Vitabile furono incriminati per aver orchestrato vari reati, tra cui l’omicidio di D’Amato. I presunti coinvolti nella cospirazione - Palermo, Capo e Rotondo - avrebbero poi testimoniato contro i loro ex alleati, contribuendo a ricostruire i retroscena dell’omicidio all’interno della famiglia mafiosa.

## Lotta per il potere
Dopo la morte del sottocapo Giacomo Amari, non c’era un successore chiaro per il ruolo di boss ad interim della famiglia DeCavalcante. Per evitare lotte interne e una potenziale guerra di potere, Giovanni Riggi - ancora detenuto in carcere - decise di ristrutturare la leadership e istituì un comitato direttivo per gestire gli affari della famiglia. Riggi nominò tre membri di lunga data: Vincent Palermo, Girolamo “Jimmy” Palermo (senza legami di parentela con Vincent) e Charles Majuri. Tuttavia, Majuri, profondamente risentito per non essere stato scelto come boss ad interim, pianificò di assassinare entrambi i Palermo per prendere il controllo effettivo della famiglia. Chiese a James Gallo di uccidere Vincent Palermo, ma Gallo, invece di eseguire l’ordine, avvertì Vincent del complotto.
Per proteggersi, Palermo decise allora di eliminare Majuri. Quest’ultimo, nel corso degli anni, si era inimicato diversi membri della famiglia, soprattutto per averli estromessi da un sindacato che controllava e aver sottratto loro denaro. Palermo riuscì così a convincere Capo, Gallo e Joseph Masella a organizzare l’omicidio. Tuttavia, quando si presentò l’occasione concreta per agire, il gruppo esitò e decise di non portare a termine l’azione. Quando riferirono il fallimento a Palermo, questi concluse che Majuri non rappresentava più una minaccia reale e annullò il piano.
Entro la metà degli anni ’90, Vincent Palermo era diventato il boss de facto della famiglia DeCavalcante, mentre Riggi manteneva formalmente il titolo di boss, pur continuando a dirigere dall’interno della prigione.

## Informatore per l'FBI
Nel 1998, Ralph Guarino, un associato della famiglia DeCavalcante, fu arrestato per aver rubato 1,6 milioni di dollari da una filiale della Bank of America all'interno del World Trade Center. Per evitare una condanna a 20 anni di prigione, Guarino accettò di collaborare con l'FBI, fornendo informazioni sulle attività dei membri della famiglia DeCavalcante. L'agenzia gli fornì dei telefoni cellulari manomessi con dispositivi di sorveglianza da distribuire ad altri membri della famiglia.
Nell'ottobre dello stesso anno, Joseph Masella, uno dei luogotenenti di fiducia di Palermo, venne ucciso, lasciando un vuoto nella struttura della famiglia. Guarino, grazie all'assistenza segreta dell'FBI, aveva visto salire la sua posizione all'interno della famiglia, e dopo l'omicidio di Masella, Palermo e il resto della leadership della DeCavalcante decisero di promuoverlo a uomo d'onore.
Nel 1999, con accuse pendenti su di lui e la possibilità di condanne capitali, Palermo decise di diventare testimone di giustizia. Confessò di aver ucciso Fred Weiss e il mafioso Louis LaRasso, e di aver pianificato gli omicidi dei due D'Amato, Masella, Majuri e Tom Salvata, il manager del suo club di spogliarellisti. Inoltre, implicò altri membri della famiglia DeCavalcante in vari crimini. Dopo aver testimoniato per il governo, Palermo e la sua famiglia entrarono nel programma di protezione testimoni federale. Tuttavia, i pubblici ministeri scoprirono in seguito che Palermo aveva presumibilmente dato 1 milione di dollari in contante al figlio Michael, mettendo a rischio il suo status di testimone protetto.

## Una nuova vita
Il 14 settembre 2009, il New York Daily News rivelò la nuova vita di Vincent Palermo sotto protezione testimoni come proprietario di club di spogliarelliste a Houston, Texas. Palermo viveva sotto lo pseudonimo di "James Cabella". La polizia di Houston sospettava che i suoi club di spogliarelliste fossero coinvolti in attività di spaccio di droga e prostituzione nell'area. Palermo, però, dichiarò che molti dei suoi amici a Houston erano già a conoscenza del suo passato, grazie a uno speciale televisivo trasmesso su A&E. Abitava in una villa recintata a Houston. Il giorno dopo la pubblicazione del report sul Daily News, la stazione televisiva affiliata a NBC di Houston, KPRC-TV, trasmise un servizio investigativo su Palermo. Quaranta giorni dopo, Palermo mise in vendita la sua villa di Houston, inizialmente a 4 milioni di dollari, per poi ridurre il prezzo a 2,45 milioni nel corso dei successivi due anni. Poiché la villa non venne venduta, la ritirò dal mercato il 3 giugno 2011. Successivamente, nel settembre 2015, rimise la casa in vendita e riuscì a venderla per 2,85 milioni di dollari il 5 agosto 2016.
Alla fine del 2011, il Houston Chronicle riportò che Palermo era stato citato in giudizio dall'ex proprietario di uno dei suoi club di spogliarelliste, che sosteneva che Palermo avesse pagato solo 5.000 dollari dei 1,3 milioni di dollari del prezzo di vendita.

## Bancarotta
Il 4 marzo 2013, Vincent Palermo ha presentato una particolare richiesta di fallimento (Chapter 11 bankruptcy) presso il Tribunale per il Fallimento degli Stati Uniti nel Distretto Meridionale del Texas. Tramite questa particolare richiesta, i suoi beni e i debiti non sono stati liquidati, ma ha invece ricevuto una protezione legale dai creditori, per cercare di risolvere la situazione di insolvenza attraverso un piano di ristrutturazione.

## Nella cultura popolare
Il personaggio immaginario Tony Soprano, protagonista della celebre serie HBO I Soprano, sarebbe ispirato proprio a Palermo. Un parallelismo interessante tra i due è che, proprio come Tony Soprano, gestiva i suoi affari dal club di spogliarelli Bada Bing! nella serie, di proprietà del personaggio Silvio Dante; anche Palermo possedeva un locale simile nella realtà, chiamato Wiggles.